# کارلو نش
کارلو نش (انگلیسی: Carlo Nash؛ زادهٔ ۱۳ سپتامبر ۱۹۷۳) یک بازیکن فوتبال اهل بریتانیا است.